# Parque Teniente Guerrero
El Parque Teniente Guerrero es el parque urbano más antiguo de la ciudad de Tijuana. Está ubicado en el centro histórico de la delegación homónima. Fue fundado en junio de 1924 por la profesora Josefina Rendón Parra. Desde 2014; es considerado un Patrimonio Cultural de Baja California.

## Historia
Con el crecimiento del entonces pequeño poblado de Tijuana, las familias que ahí radicaban vieron la necesidad de un espacio recreativo, fue así que se formó la Junta Femenina Pro-Patria, bajo la guía de la profesora Josefina Rendón Parra. En junio de 1924, se fundó el parque. 

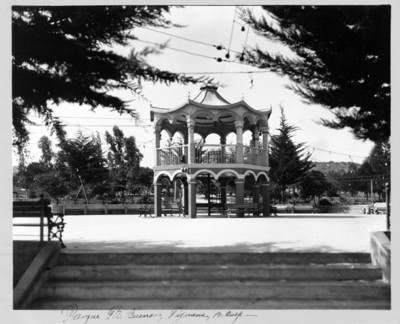
Así lució el kiosco del parque en la década de 1920. Foto: INAH

El nombre fue propuesto en honor al Teniente Miguel Guerrero, quien participó en la defensa de la ciudad tras la Toma de Tijuana en 1911, por parte de una revuelta encabezada por los Hermanos Flores Magón y algunos filibusteros.

En el parque existe una placa donde explica brevemente su historia: 
"Gracias a su altruismo y dedicación se logró construir el primer parque de Tijuana, para honrar el recuerdo de los héroes defensores de esta ciudad" - según expresa una placa conmemorativa instalada en uno de los flancos del parque bajo el encabezado: Breve historia del parque Teniente Miguel Guerrero
Durante décadas, el parque ha atravesado por el olvido de los gobiernos municipales y por la recuperación de su valor cultural. Esto derivó en que por un tiempo fuera conocido por ser un lugar para la prostitución.
Entre 2004 y 2007, el parque tuvo una remodelación en su inmobiliario y en 2009, como parte de los eventos previos al Bicentenario de la Independencia de México, fue colocado el reloj monumental en uno sus laterales. Posteriormente, el 31 de enero de 2014, por decreto del gobernador Francisco Vega de Lamadrid, fue declarado Patrimonio Cultural del Estado. 
Aun es posible notar en las primeras horas del día, la presencia de personas sin hogar que aprovechan bancas, kiosco y pasto, para pasar la noche.

## Lugares de interés
El parque tiene en su interior:
- Biblioteca Ignacio Zaragoza
- Busto de Benito Juárez
- Reloj Monumental
- Kiosco central

Alrededor del parque se encuentran algunas casas antiguas que han sobrevivido a la modernización y construcción de establecimientos comerciales. El principal edificio histórico cercano es el Templo de San Francisco de Asís.